# Brändström (släkt)
Brännström är ett efternamn, som burits av flera svenska släkter. Uppgifter föreligger om en av dessa, som i särskiljande syfte kan betecknas som Brändström från Gävle.

## Brändström från Gävle
Som släktens stammoder kan räknas hammarsmedsdottern Margaretha Nordlinder(1703–1776). Hon var gift två gånger med män som var knutna till Stora sjötullen i Gävle. Första äktenskapet var med tulljaktsbåtsmannen Simon Simonsson Mogren (död 1737), det andra från 1744 med sjötullsbesökaren Jöns Brändström (1713–1779). Sonen i första äktenskapet Peter Mogren (1735–1809) tog styvfaderns efternamn och blev stamfar för den fortlevande grenen av släkten. En släktgren efter en son i det andra äktenskapet är utslocknad.
Peter Mogren Brändströms son  Pehr Brändström (1771–1833) gjorde militär karriär och uppnådde graden generallöjtnant. Han adlades med innehållet namn i februari 1809 och introducerades samma år på Riddarhuset med nummer 2194. År 1815 upphöjdes han till friherre och introducerades som sådan med nummer 355. 1809 års regeringsform hade då trätt i kraft, varför enligt § 37 den friherrliga värdigheten endast tillföll huvudmannen. Den friherrliga ätten utslocknade 1885 med sonen major Bror Per Brändström. Den siste som räknades till den adliga ätten nummer 2194 var en ogift son till den senare, död 1861.
Den fortlevande borgerliga släktgrenen utgår från generallöjtnantens yngre bror Carl Erik Brändström (1773–1814), som blev grosshandlare i Göteborg. Dess mest kända medlem har varit krigssjuksköterskan Elsa Brändström (1886–1946), omtalad som "Sibiriens ängel"

### Släktträd (urval)
- Margaretha Nordlinder (1703–1776), Gävle[1]
  - Peter Brändström, född Mogren (1733–1909), köpman i Gävle
    - Pehr Brändström (1771–1833), generallöjtnant, friherre
      - Bror Per Brändström (1805–1885), major, friherre[2]

    - Carl Erik Brändström (1773–1814), grosshandlare i Göteborg[1]
      - Per Brändström (1803–1874), ämbetsman
        - Edvard Brändström (1850–1921), militär och diplomat
          - Elsa Brändström (1888–1948), krigssjuksköterska

  - Johannes Brändström (1745–1823), kontraktsprost[1]